# Daniel Avilés
Daniel Avilés Valiente (Madrid, España; 4 de abril de 2001) es un actor español, conocido por su papel de Carlitos Montero en la serie Los protegidos, 

## Biografía
A los 3 meses hizo un capítulo piloto de un programa educativo de ciencia para televisión, En100rra2, que no llegó a emitirse. Poco después participó en otros tres cortos, Campo de batalla, dirigido por Fran Casanova, Rascacielos, dirigido por Mariana Torres, y Miedo, dirigido por Luis San Román. Finalmente, fue elegido como parte del reparto principal de la serie Los protegidos de Antena 3, en la que participó en las tres temporadas desde 2010 hasta 2012. Recorrió junto con su familia parte del Camino de Santiago en la ruta francesa, con motivo del Año Jacobeo 2010, para el programa de 13 episodios Cruce de caminos.
En 2013, debuta como Simba en el famoso musical de Broadway El rey león.
En abril de 2013, ficha de nuevo por la cadena Antena 3 para dar vida a Nacho en la serie Vivo cantando.
En mayo de 2013 salió en la serie de Telecinco, El don de Alba actuando como Dani, un niño muerto que intenta salvar a su hermana.
Desde septiembre de 2013 y hasta noviembre de 2014 interpretó en la serie Vive cantando de Antena 3 a Ignacio "Nacho" Ruiz Almagro.
En marzo de 2014, estuvo en la serie Dreamland de la cadena Cuatro, con un papel secundario interpretando a Dani.
En octubre de 2014, se confirma su fichaje por la nueva comedia de la cadena Antena 3, llamada Algo que celebrar.

## Filmografía

### Series de televisión
| Año         | Serie                      | Personaje                    | Canal       | Notas        |
| ----------- | -------------------------- | ---------------------------- | ----------- | ------------ |
| 2010 - 2012 | Los protegidos             | Carlos Montero Hornillos     | Antena 3    | 41 episodios |
| 2013        | El don de Alba             | Dani                         | Telecinco   | 1 episodio   |
| 2013 - 2014 | Vive cantando              | Ignacio "Nacho" Ruiz Almagro | Antena 3    | 25 episodios |
| 2014        | Dreamland                  | Dani                         | Cuatro      | 3 episodios  |
| 2015        | Algo que celebrar          | Nico Navarro Cantalapiedra   | Antena 3    | 8 episodios  |
| 2021 - 2023 | Los protegidos: El regreso | Carlos Montero Hornillos     | Atresplayer | ¿? episodios |
| 2022        | Historias de Protegidos    | Carlos Montero Hornillos     | Atresplayer | 1 episodio   |

### Cortometrajes
| Año  | Título            | Personaje |
| ---- | ----------------- | --------- |
| 2009 | Las manos de Abel | Abel      |
| 2010 | Campo de batalla  | Juan      |
| 2013 | Zombi             |           |